# Heliga Kyrillos och Methodios ortodoxa kyrka, Biała Podlaska
Kyrillos och Methodios ortodoxa kyrka (polska: Cerkiew Świętych Cyryla i Metodego) är en polsk-ortodox församlingskyrkobyggnad belägen vid Terebelskagatan 19 i staden Biała Podlaska i Lublins vojvodskap i östra Polen.
Kyrkan är helgad åt de bysantinska missionärerna och helgonen Kyrillos och Methodios. Den tillhör Lublins och Chełms stift.

## Historia
På den platsen där Kyrillos och Methodios ortodoxa kyrka står, stod det tidigare en äldre träkyrka.
Den nuvarande kyrkan började byggas 1985 och stod klar 1989. Invigningen ägde rum den 24 september 1989. Byggnaden uppfördes bland annat med hjälp av donationer från de lokala församlingsmedlemmarna.
Mellan 2013 och 2014 genomgick kyrkan en renovering, vilket ledde till att byggnaden fick återinvigas den 21 september 2014 av ärkebiskop Abel av Lublin och Chełm.

## Kyrkobyggnaden
Kyrkobyggnaden har två våningar. Den nedre våningen är helgad åt martyren Sankt Athanasius av Brest.  
På kyrkans fasad finns mosaiker som bland annat föreställer Andrej Rubljovs Treenighetsikon och kyrkans skyddshelgon, Kyrillos och Methodios.

## Övrigt
Kyrkan är omgiven av en liten kyrkogård som ursprungligen bildades 1810 som en östkatolsk kyrkogård, men blev östortodox 1970. I närheten av byggnaden finns ett församlingshem.

## Bilder

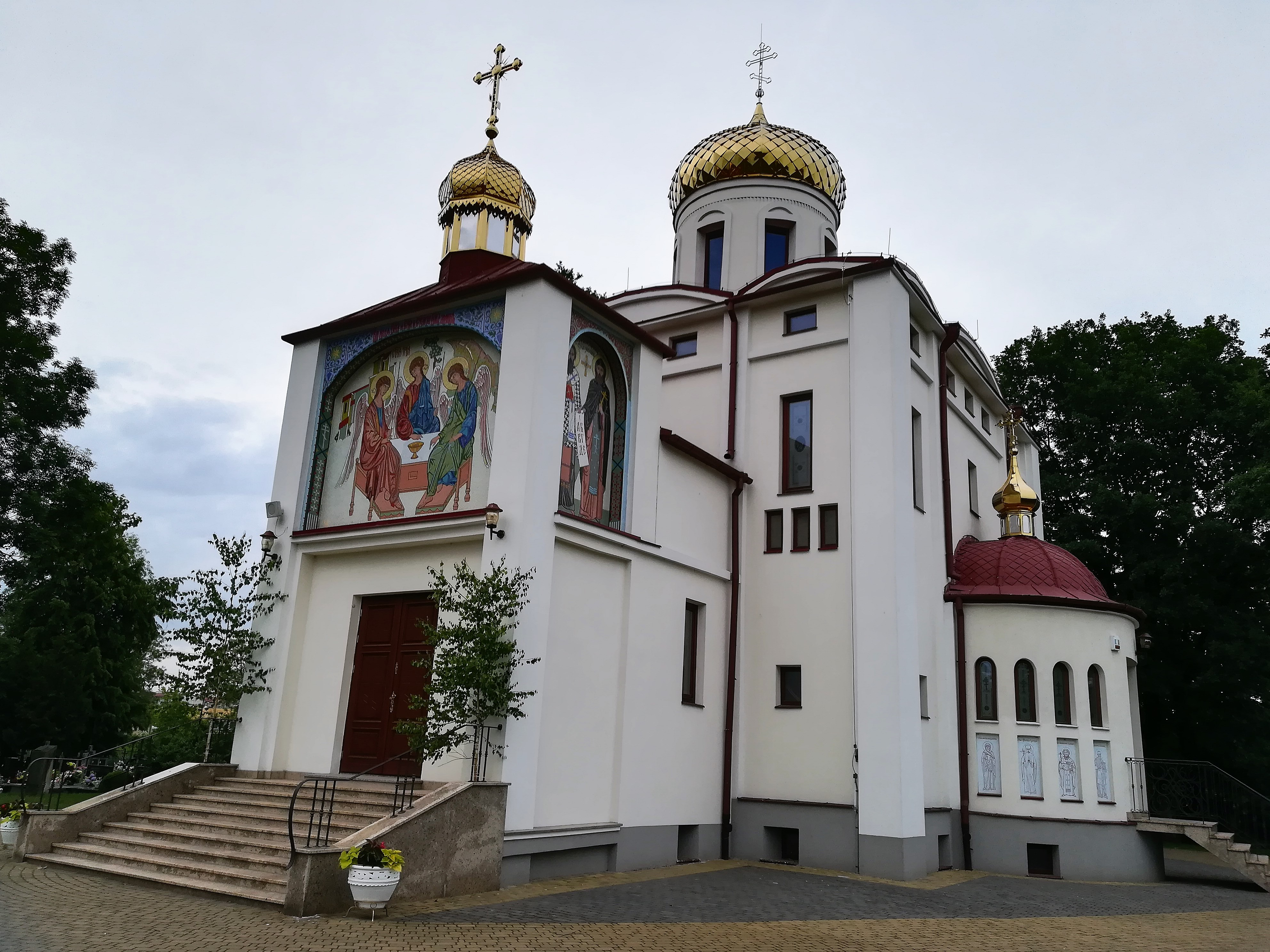
Kyrkan från sidan.
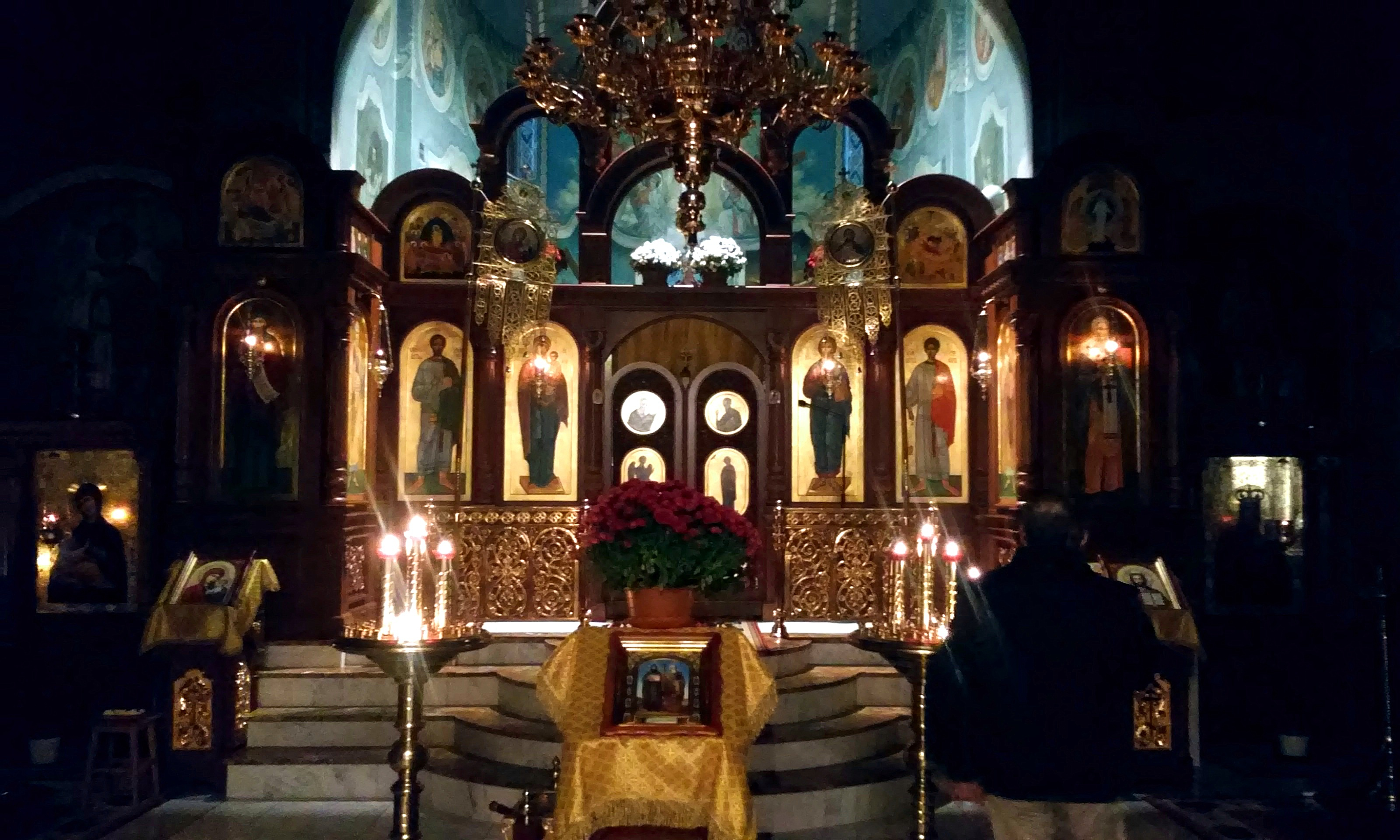
Kyrkans interiör mot ikonostasen.
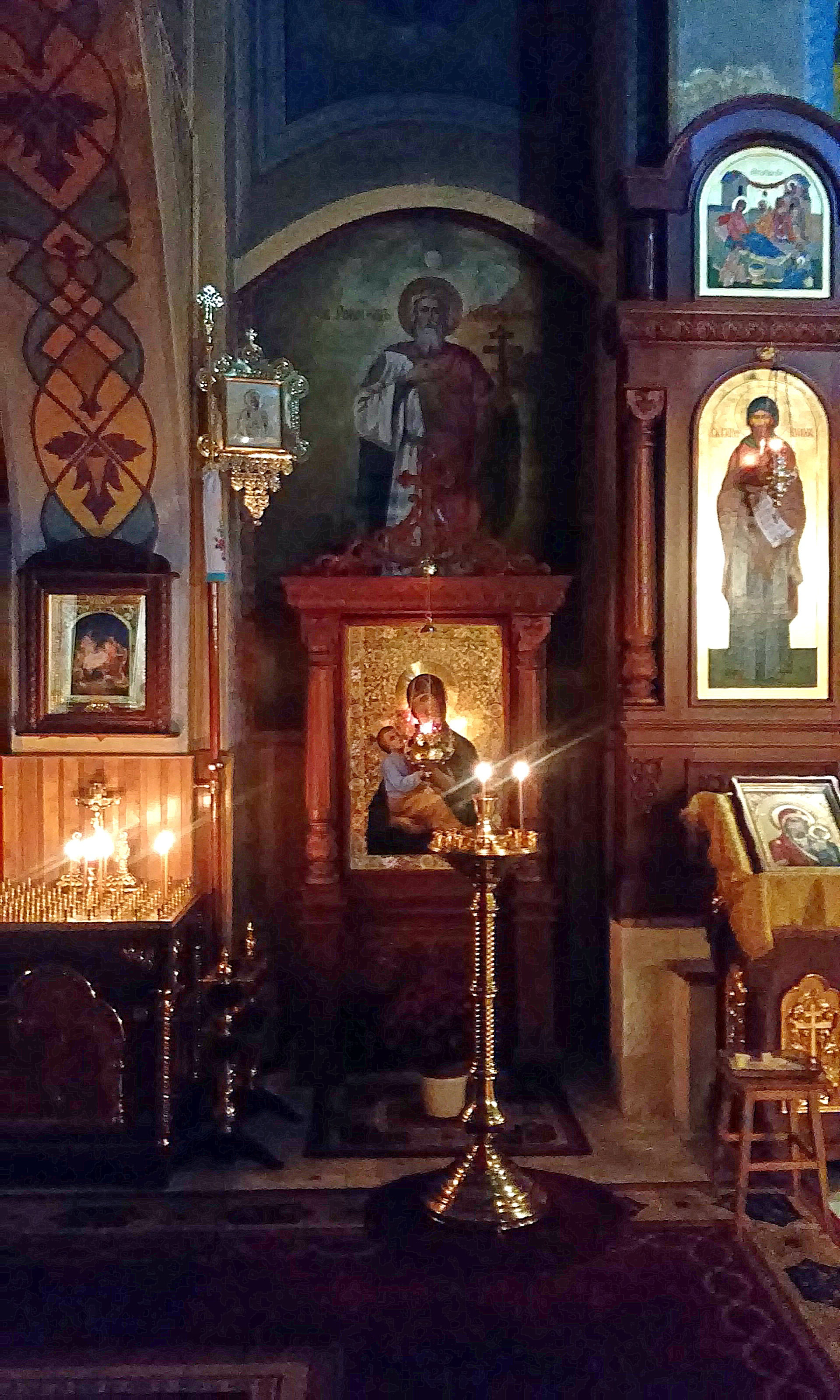
Interiör.
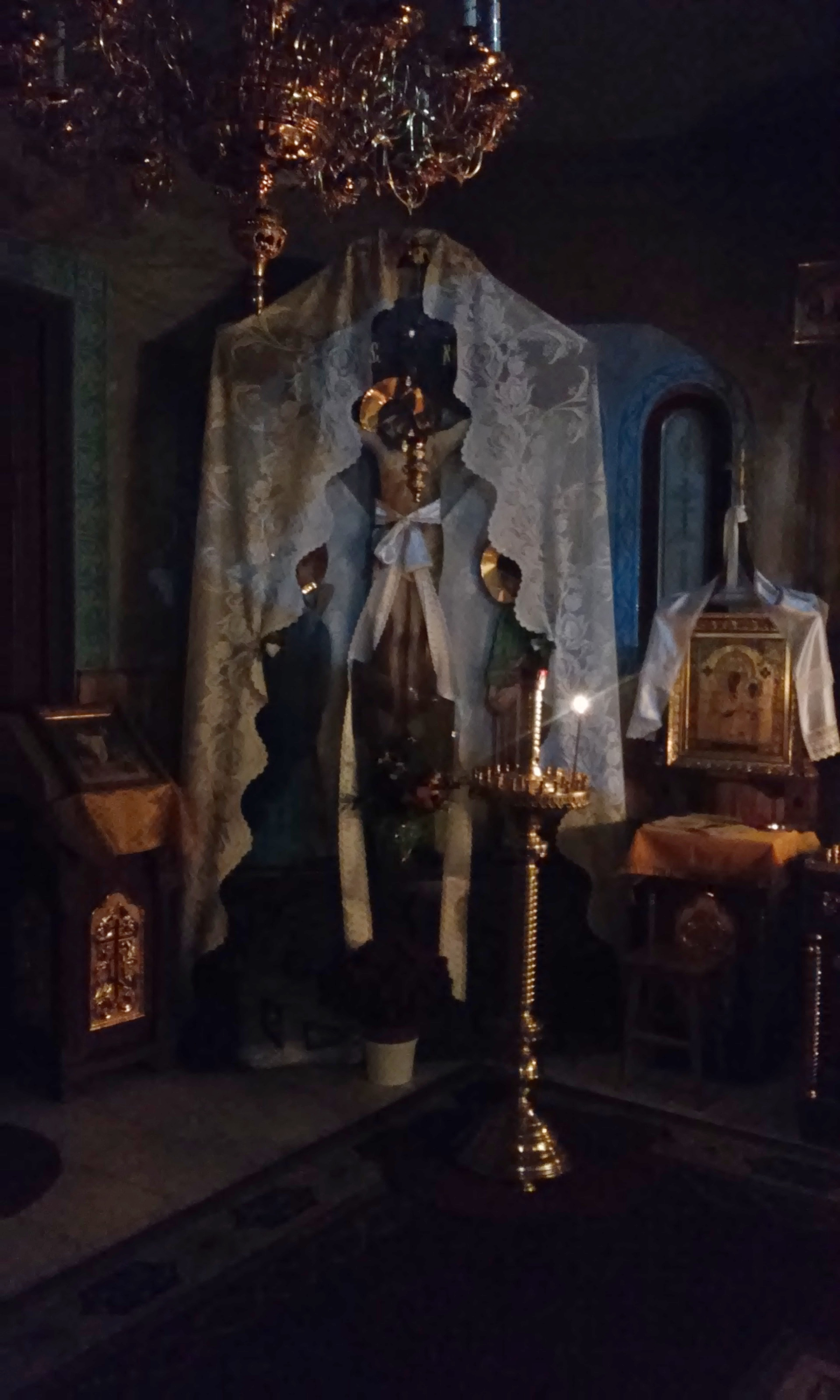
Interiör.